# Chaparreras

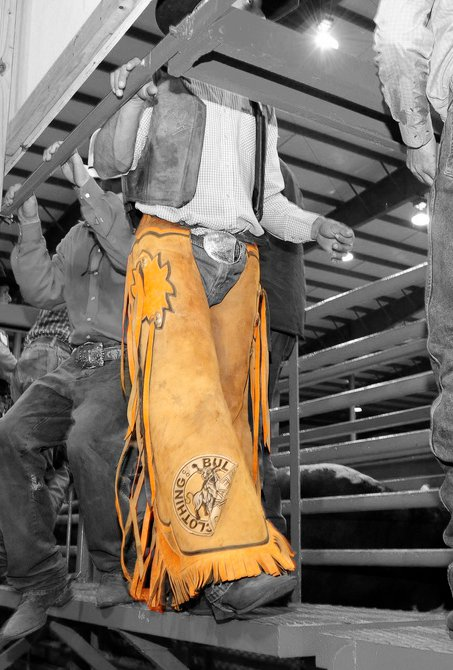
Chaparreras modernas

Las chaparreras son un tipo de sobrepantalones o calzas resistentes de origen mexicano, hechos de cuero, sin asiento, compuestos por dos perneras separadas que se sujetan a la cintura con correas o cinturones y forman parte del atuendo del ranchero mexicano. Se usan sobre los pantalones y originalmente estaban diseñadas para proteger al jinete de la lluvia y el lodo. Se crearon para reemplazar a las armas de agua, o simplemente armas, un conjunto de piezas de cuero que colgaban de la silla de montar mexicana para proteger de la lluvia las piernas del jinete. Se cree que la palabra «chaparreras» proviene de «chaparrón», un aguacero o una lluvia repentina e intensa, o de «chaparros», un nombre coloquial mexicano para la maleza y un tipo de arbusto. Debido a la dificultad de la pronunciación, los estadounidenses acortaron la palabra a Chaps, que originalmente se escribía y pronunciaba schaps o shaps. Chivarras, de chivo y chaparreras, es el nombre de las chaparreras hechas de pieles de cabra curtidas con pelo.
Existían otras prendas similares usadas por los rancheros mexicanos, entre ellas las botas huastecas, unas calzas anchas de origen prehispánico utilizadas en las tierras bajas a lo largo del Golfo de México; las mitazas, calzas similares a las chaparreras pero que no se sujetaban a la cintura, llegando únicamente hasta el muslo, y la cuadrilera, un pequeño delantal, predecesor de las chaparreras, hecho de cuero que sólo cubría la cadera y parte del muslo, utilizado para enlazar.
Más tarde, conforme la cultura vaquera mexicana se fue expandiendo hacia el norte, y a lo que hoy es Estados Unidos y Canadá, a la costa del Pacífico y el norte de las Rocosas, fueron adoptadas por los vaqueros estadounidenses, los cowboys. En el mundo moderno son usados tanto con fines profesionales y prácticos como para su exhibición o presentación de su uso.

## Etimología
La etimología más aceptada de «chaparreras» es que proviene de «chaparros», un nombre genérico coloquial mexicano para la maleza, y un tipo específico de arbusto, el chaparral (matorral espeso, espinoso y bajo), de donde se cree que fueron diseñados para proteger las piernas al montar a caballo. Otra etimología igualmente plausible es que proviene de chaparrón, que significa aguacero, una lluvia intensa, a su vez de la onomatopéyica «chap», que es el sonido de la lluvia al caer al suelo. En la mayoría de los textos del siglo XIX, las chaparreras se describen como pantalones que se usan para proteger las calzoneras o pantaloneras de la lluvia y el fango. Debido a la difícil pronunciación, los estadounidenses acortaron la palabra a chaps, originalmente escrita y pronunciada shaps. Chaparejos, mal escrito por los estadounidenses como «chaparajos», es otro nombre menos usado y es una mezcla de las palabras chaparreras y aparejo (equipo para montar a caballo).

## Historia

Figurilla de cera de un charro mexicano vistiendo chaparreras (1850)

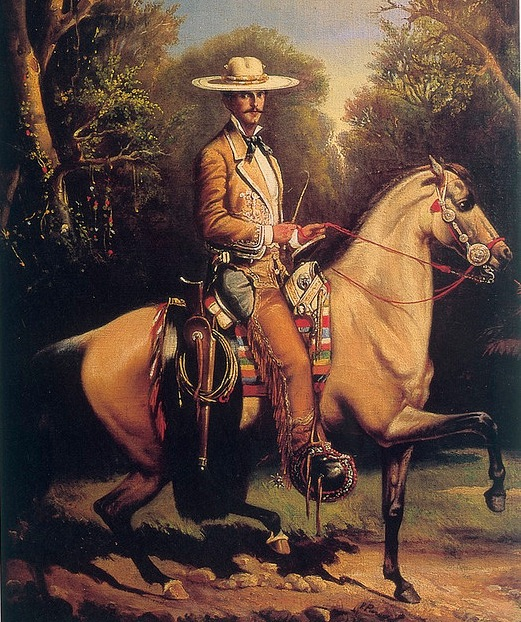
Don Alonso Peón de Regil vestido de charro y con chaparreras (1865)

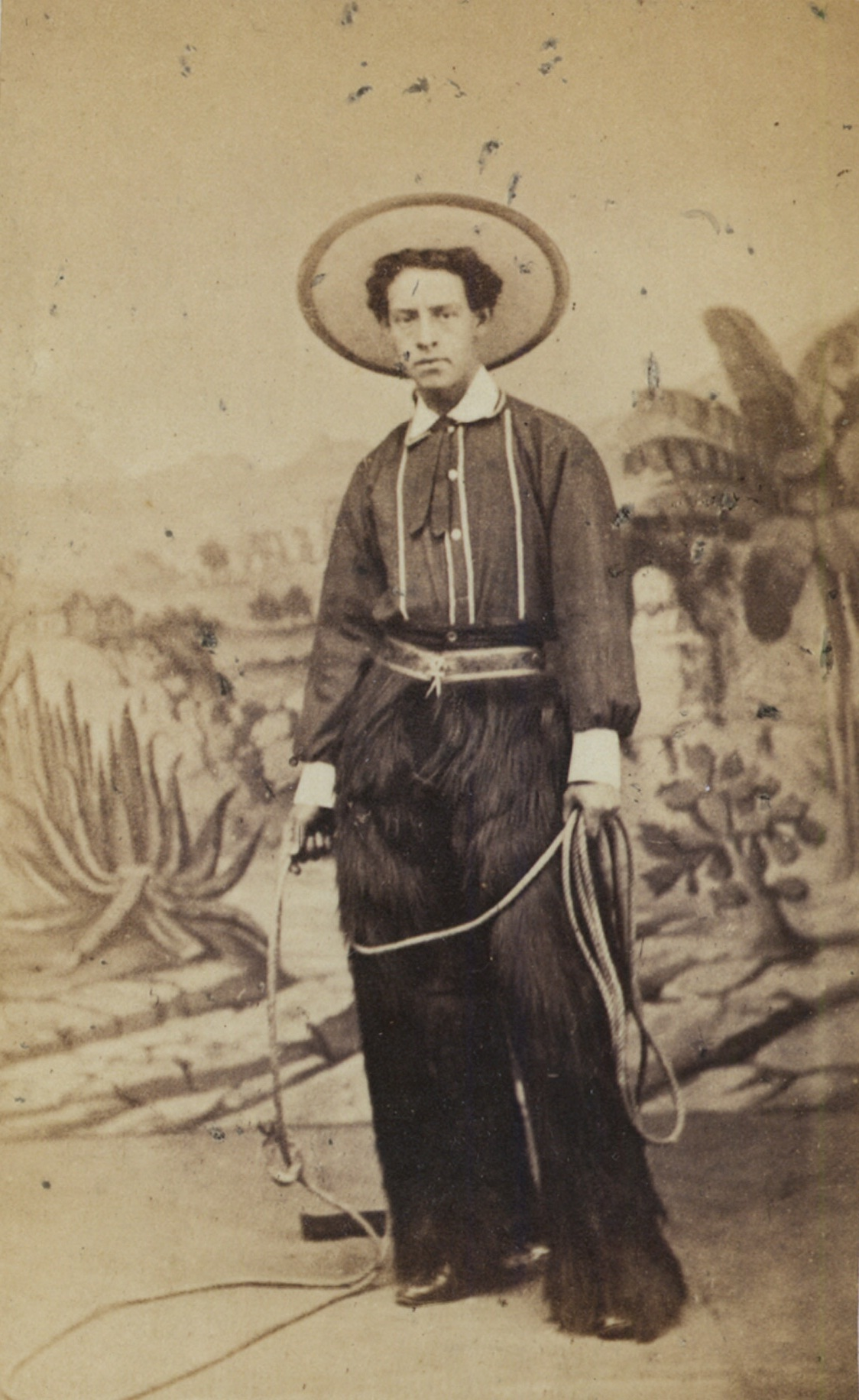
Ranchero mexicano vistiendo chivarras (1867)

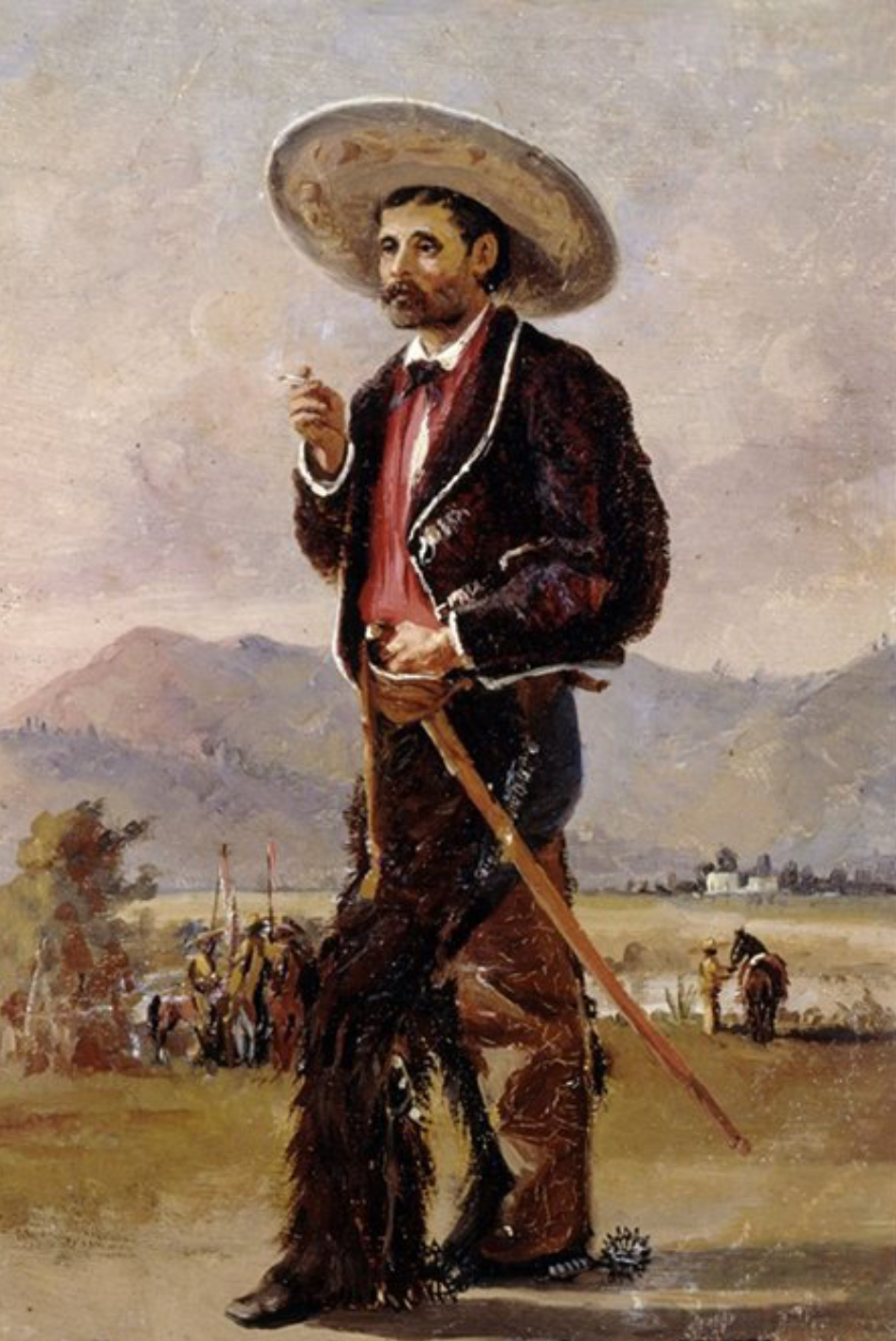
Charro chinaco, un charro liberal, vistiendo chaparreras (1866).

El origen e historia precisa de las chaparreras es incierta. Aparecieron en México entre finales de la década de 1830 y principios de la de 1840. La primera mención que los historiadores han podido encontrar data de 1843. Antes de esta fecha, no hay evidencia de su existencia, ya que no se encuentran en escritos, textos, ni pinturas de esa época. Antes de la aparición de las chaparreras, los jinetes mexicanos usaban un conjunto de piezas de cuero llamados armas o armas de agua que colgaban de la cabeza las sillas vaqueras mexicanas. Estas armas o «escudos» se usaban para proteger de la lluvia los pantalones y botas de los jinetes, de ahí su nombre «armas de agua». Las armas también tienen una historia reciente, ya que no hay evidencia de su existencia antes del siglo XIX, ni en escritos ni en pinturas.
La primera evidencia documentada de las chaparreras se encuentra en un artículo de 1843 titulado «Cartas Sobre México: Alameda y Bucareli» en la revista El Museo Mexicano acerca de la Alameda Central de la Ciudad de México, aunque el autor no entra en detalles sobre ellas. Sería el año siguiente, 1844, en el artículo «Costumbres y Trajes Nacionales: Los Rancheros» sobre las costumbres de los rancheros mexicanos, que los lectores tendrían una descripción más detallada. El escritor, Don Domingo Revilla, afirma que las chaparreras están «de moda en todas partes» en México, lo que implica que eran algo nuevo y reciente. Revilla describe las chaparreras como «pantalones con botones a los lados y sin asiento» y agrega que son «ampliamente usadas en El Jaral y en Tierra Adentro», refiriéndose a la gran hacienda «El Jaral de Berrio» en Guanajuato y «Tierra Adentro» o interior del país. Una canción popular de aquella época cuenta que la gente iba a «El Jaral» a comprar chaparreras. El Jaral de Berrío, conocido por su fina producción de cuero, podría ser un posible lugar de origen de las chaparreras.
Las primeras chaparreras eran, en realidad, pantalones de cuero sin asiento, con botonadura a los lados, como describió Revilla, que se usaban sobre las calzoneras o pantaloneras de tela o gamuza de los charros para protegerlos de la lluvia y el lodo. Don Carlos Rincón Gallardo afirma que aquellas primeras chaparreras se diferenciaban de las más recientes (siglo XX) en que nunca se desabrochaban, de modo que, para ponérselas, el jinete debía quitarse los zapatos y colocar una pierna a la vez en cada pernera del pantalón, como cualquier otro pantalón. Estas primeras chaparreras quedaron en desuso en México a principios del siglo XX, siendo reemplazadas por un nuevo modelo que sigue siendo el estándar en la actualidad: dos perneras de cuero separadas, unidas en la parte superior por una correa o broche que sirve de cinturón, con botones o cordones laterales que se podían desabrochar, lo que permitía usarlas sin tener que quitarse las botas.
Una creencia común hoy en día es que las chaparreras derivan de los zahones españoles, un delantal de paño o cuero usado por pastores, cazadores, trabajadores y otros, para proteger de las rasgaduras la parte delantera de los pantalones, pero no hay evidencia de esto. La hipótesis sostiene que las chaparreras son zahones que fueron altamente modificados para adaptarse mejor a las necesidades de los jinetes de México; por ejemplo, se alargaron para cubrir toda la pierna. Pero para que las chaparreras hayan descendido de los zahones o sean versiones modificadas de ellos, estos tendrían que haber existido antes, pero en México no se ha encontrado mención de nada parecido a los zahones en ningún texto, documento o pintura, ni del siglo XIX ni antes, por lo que su conexión con las chaparreras es imposible.
Y en todas las descripciones de las chaparreras hechas por extranjeros nunca las compararon ni las vincularon con los zahones españoles. En los relatos de los viajeros españoles en México que describieron las chaparreras, nunca mencionaron ninguna similitud con los zahones ni infirieron que derivaran de ellos y nunca indicaron que fuera una prenda conocida en España; por el contrario, siempre dieron a entender que las chaparreras eran algo desconocido o «exótico» para ellos. El escritor y poeta español, Juan Martínez Villergas, quien visitó México en la década de 1850, encontró las chaparreras interesantes o graciosas, sugiriendo que eran desconocidas para él como español, y criticó la opulencia, afirmando:

Despues del sombrero lo que mas gracia me hizo en los mejicanos ternes, son łas chaparreras, nombre que dan á un pantalon abierto por los costados desde la parte inferior á la pretina, pero que aunque estén cerrados llevan por ostentación una, dos, tres y hasta cuatro carreras de botones. Cuanto mas sube el número de estos, mas rumbo manifiesta el que los gasta, de modo que hay hombre que lleva mas botones á los lados del pantalon que pelos en la cabeza, sin ser calvo, y de seguro se arruinan mas de cuatro por el afan de lucir tantos botones.

Asimismo, el periodista e historiador español Niceto de Zamacois nunca mencionó que las chaparreras derivaran de los zahones españoles ni afirmó que fueran similares a ellos al describirlas a los lectores españoles, insinuando que eran desconocidas en España, al afirmar:

Chaparreras llaman en México á una especie de pantalón muy ancho hecho de pieles que se lo ponen encima del que llevan cuando montan á caballo y llueve; por delante llegan hasta la cintura, pero por detrás solo hasta el fin del muslo, dejando el pantalón interior libre la parte del asiento; estas chaparreras, que son utilísimas, están unidas en la cintura a un cinturón de cuero con hebilla por detrás, con lo que se consigue quitárselas ó ponérselas cuando conviene, con suma facilidad.

Además, los zahones no son ni han sido nunca pantalones como las chaparreras, sino más bien delantales, conocidos también como «delanteras», dos piezas de cuero o tela que solo protegen la parte frontal de cada pierna y se atan alrededor de la cintura. Antes del siglo XX, los zahones eran más cortos y cubrían solo la parte delantera del muslo hasta las rodillas. En todos los diccionarios españoles del siglo XIX, los zahones se definen como delantales de cuero o tela o calzones cortos abiertos que se atan alrededor de la cintura y detrás de cada muslo cubriendo la parte delantera hasta las rodillas o nunca pasando de las pantorrillas. Los zahones, de origen árabe, son también más antiguos que las chaparreras, remontándose al menos al siglo XVI y eran originalmente gregüescos (zaragüelles), muy distintos de los estilos de los siglos XIX y XX. Las chaparreras, por el contrario, no son delantales sino pantalones que cubren toda la pierna, por delante y por detrás, y originalmente estaban destinadas a proteger de la lluvia los pantalones del jinete y, a diferencia de los zahones, se introdujeron en el siglo XIX y no tienen conexión conocida con los gregüescos.

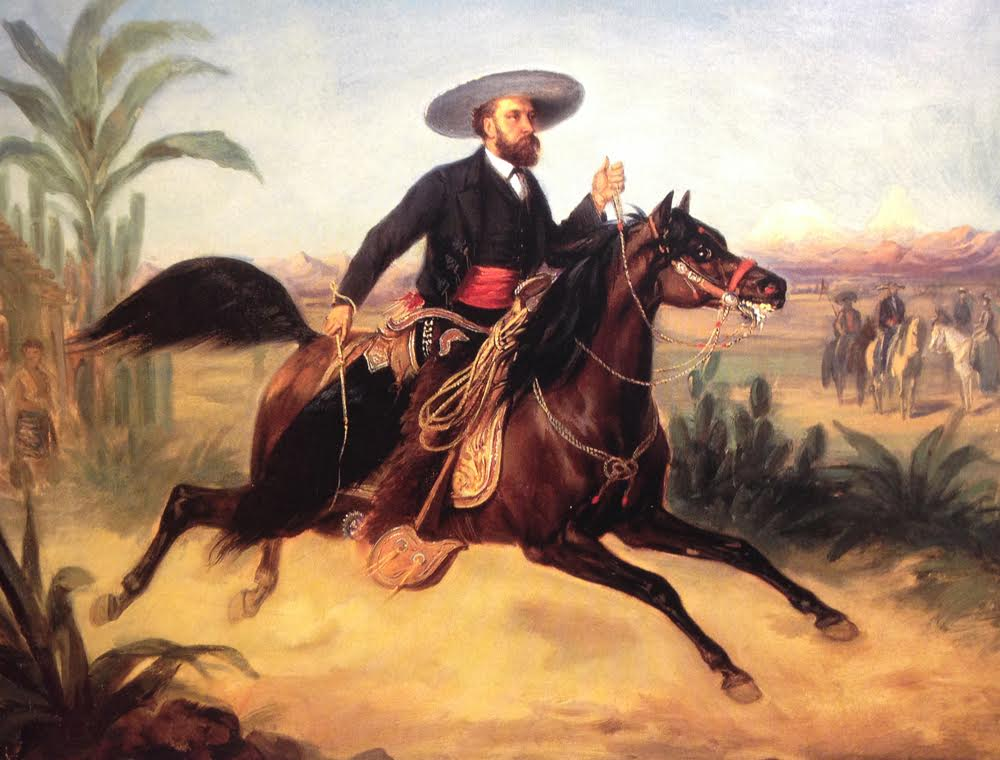
Emperador Maximiliano de México vestido de charro con chaparreras hechas, posiblemente, de piel de oso (1865).

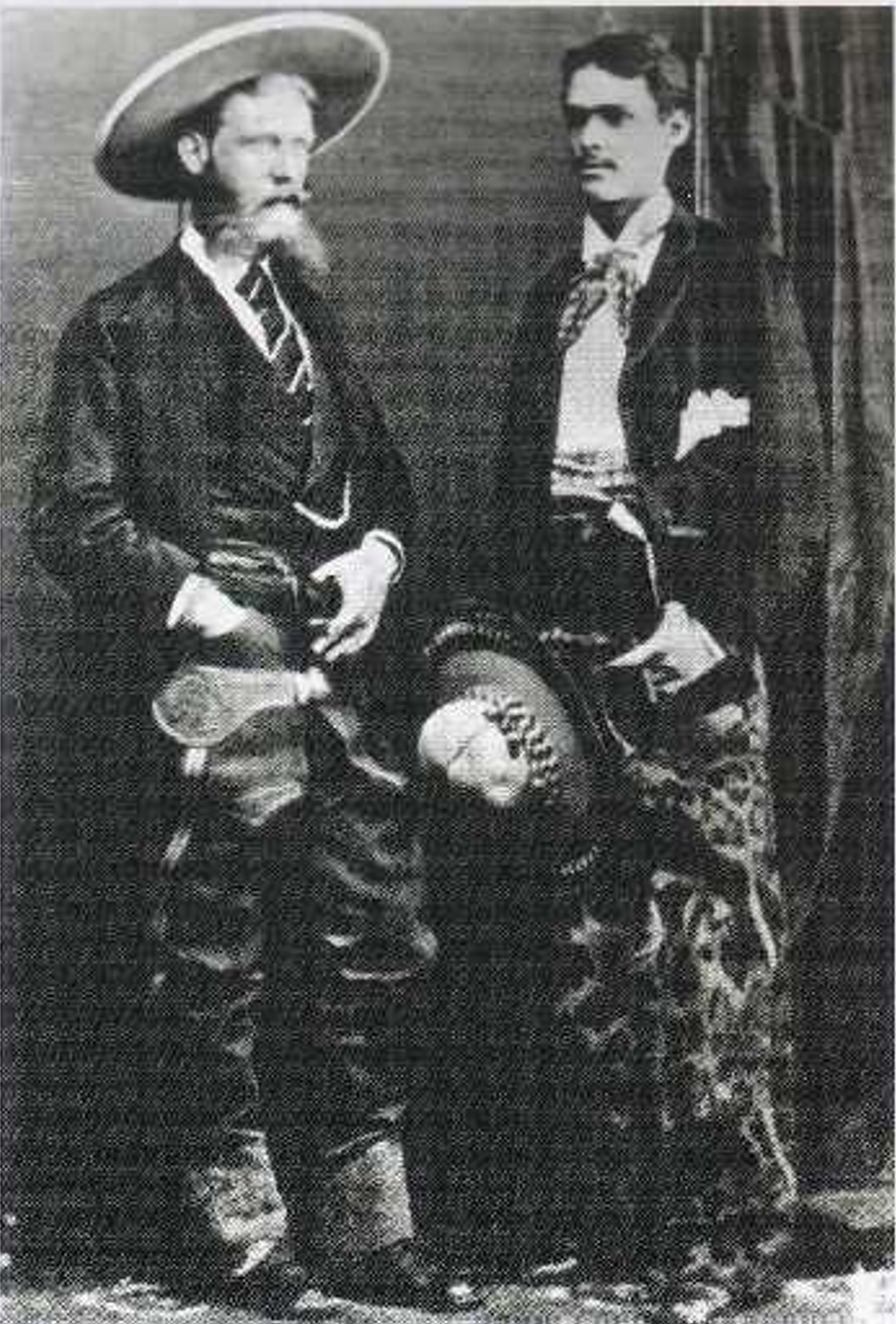
Dos hombres con trajes de charro y chaparreras. El hombre de la derecha lleva chaparreras de piel de jaguar (ca. 1866).

Un posible origen de las chaparreras podría ser las calzas prehispánicas que usaban los indígenas de México. Las calzas de cuero hechas de piel de venado o de perro salvaje, formaban parte del atuendo tradicional de los chichimecas del centro de México. Las botas huastecas, calzas anchas de cuero que se sujetaban a la cintura, usadas por los jarochos de Veracruz, también podrían ser un posible origen, ya que eran similares a las chaparreras y las precedían. El nombre «huastecas», que hace referencia a los huastecos y su peculiar método de fabricación: pieles de venado curtidas con sesos putrefactos y ahumadas con olotes de maíz quemadas para generar un olor acre que repelía insectos y otros bichos, indica un origen indígena. Las mitazas, un conjunto de calzas similares a las chaparreras, pero que no se sujetaban a la cintura, sino que solo subían hasta cada muslo, también se atribuyen a las calzas indígenas.
También existe evidencia en Estados Unidos de que ciertas características de diseño podrían derivar de los hombres de montaña, quienes las copiaron de las calzas que usaban los nativos americanos (indígenas estadounidenses). Según David Hackett Fischer (1989), los pantalones de cuero que usaban los colonos tenían predecesores escoceses-irlandeses e ingleses del norte, lo que evidencia registros del siglo XVIII de polainas de piel de oveja en Westmorland y polainas conocidas como «medias de cuero» en Carlisle. Se desarrollaron diferentes estilos para adaptarse al clima, el terreno y los peligros locales. Los diseños también se modificaron con fines puramente estilísticos y decorativos. Se desconoce la fecha de la aparición real de la prenda en los vaqueros estadounidenses. Sin embargo, a finales de la década de 1870, la mayoría de los vaqueros tejanos las usaban a medida que la industria ganadera se desplazaba hacia el norte.
Las primeras chaparreras se hacían con cuero de vaca o de cabra curtido con todo y pelo, siendo esta última la más codiciada porque el pelo repelía mejor el agua. Estas chaparreras de piel de cabra se llaman chivarras, un acrónimo de chivo y chaparreras. Las más caras se fabricaban con piel de jaguar, oso y nutria. Muchas estaban repujadas con intrincados diseños y patrones y ricamente decoradas con botones, broches y hebillas de oro y plata.
Poema del poeta y dramaturgo español José Zorrilla titulado «CABALGATA MEJICANA» acerca de los atuendos mexicanos para montar:

| No hay cabalgada en Europa que á las de Méjico iguale, porque estas son de boato bizarrísimos alardes. El lujo de sus arreos, lo ostentoso de sus trages cuajados de plata y oro y bordados á realce; sus chaquetas de montar de paño inglés y de ante, | con solapas y hombrilleras caireladas de alamares; sus chaparreras sujetas con chapas, broches y enganches hechos con dos onzas de oro puestas de plata en engastes; sus calzoneras que cuentan botones por centenares, hechos de escuditos de oro de á veinte y cuarenta reales. . . |

### Armas

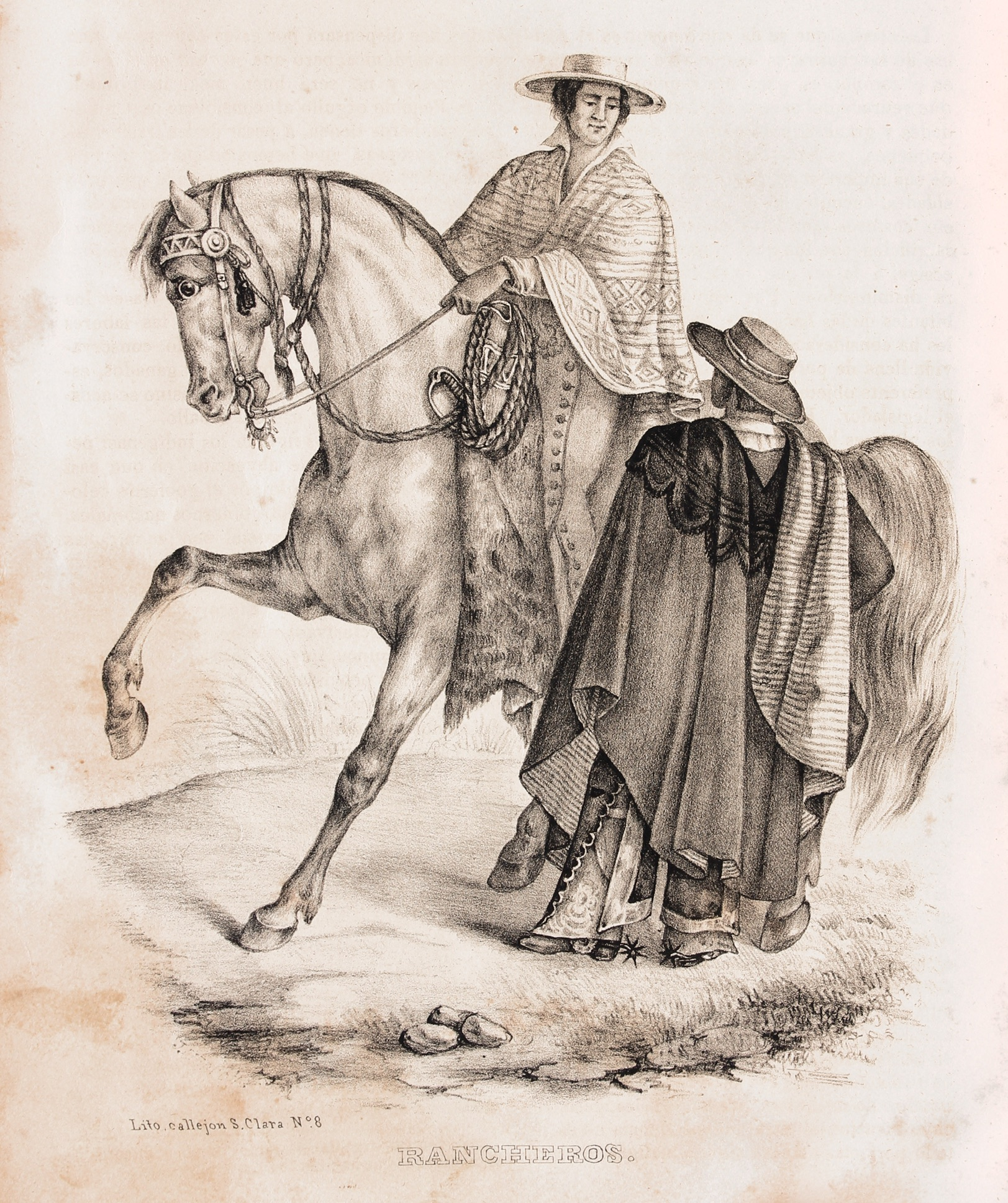
El charro, a caballo, carga un par de armas de piel de jaguar en su silla. Cuando no se usaban, simplemente colgaban delante de las piernas del jinete.

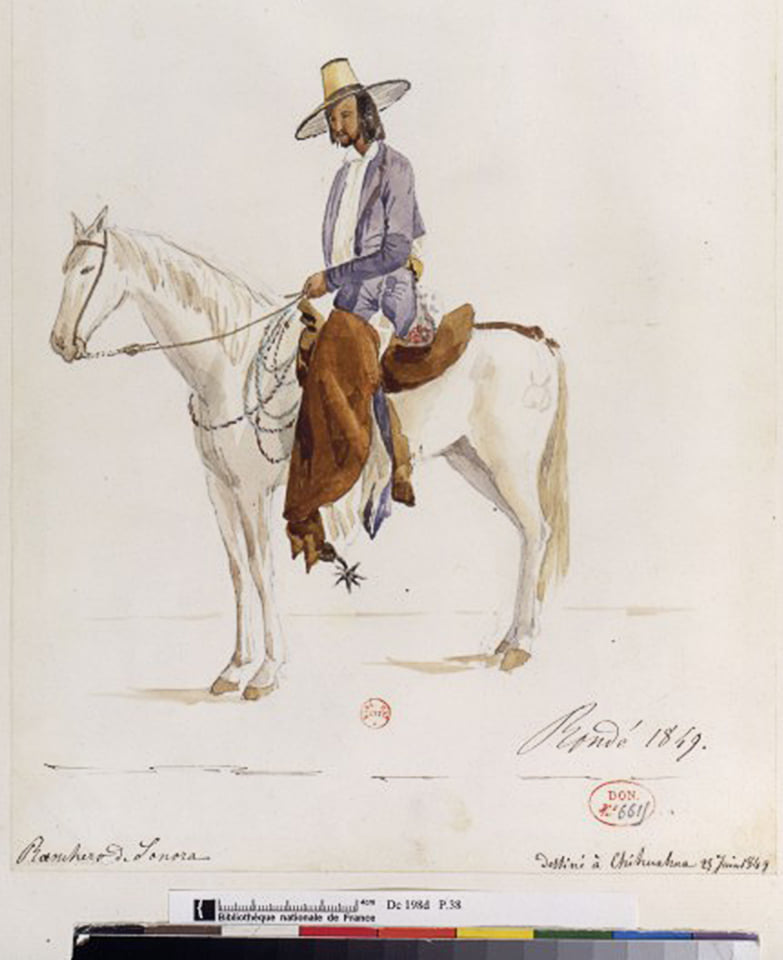
Al ser utilizadas, las Armas se extienden sobre las piernas y pies del jinete y se atan detrás de la cintura (1849).

Las armas de agua, armas de pelo o simplemente armas, son dos grandes piezas de cuero, comúnmente de cabra, venado o vaca, a veces repujadas, que van sujetadas y cuelgan de la cabeza, a ambos lados, de las sillas vaqueras mexicanas para proteger de la lluvia las Calzoneras (pantalones) y pies del charro. Cuando se usan, se extienden sobre las piernas y los pies, y se atan detrás de la cintura. Cuando no se usan, permanecen colgadas a cada lado de la silla, justo delante de las piernas del jinete. Cuando el charro acampaba al aire libre, se podían quitar de la silla y usar como estera y manta para dormir. Algunas de las más caras estaban ricamente decoradas y hechas de piel de tigre (jaguar), puma, oso o nutria. Las armas, como la mayor parte del equipo del charro, surgieron en el centro de México y posteriormente, por migración y necesidad, se extendieron al resto del país, tanto al norte como al sur.
La historia de las armas, al igual que la de las chaparreras, también es incierta, pues no se encuentran en documentos, textos ni en pinturas anteriores al siglo siglo XIX. En un anuncio clasificado de 1805 del «Diario de México», se anuncia la venta de una silla vaquera descrita como «de última moda». El anuncio menciona que la montura está bordada de seda y metal, con un fuste forrado de plata, y afirma que viene «aperada de todo, hasta con sus armas para agua». La descripción de que es una silla de  «última moda» y el énfasis en que viene con armas, indicarían que era algo nuevo y quizá costoso en el mundo de la talabartería y la equitación mexicana.
Algunos estadounidenses han asumido que las armas se originaron en España y que fueron traídas a México por los españoles. Sin embargo, al igual que las chaparreras, no hay evidencia de su existencia en España, y aquellos españoles que las describieron al público español las encontraron extrañas y, en algunos casos, las describieron como simples «zarandajas», indicando que eran desconocidas en su país. El abogado y monárquico español, Luis Manuel del Rivero, no solo ridiculizó la silla vaquera mexicana y las armas como «grotescas», sino que nunca mencionó las chaparreras como parte del atuendo del ranchero mexicano, lo que demostraría que no eran comunes o que aún no existían en la época en que visitó México (1842): 

El Ranchero es hombre de mas altos pensamientos, muy forzudo, gran jinete […] Su trage, botas formadas de un cuero con que se da varias vueltas á la pierna; espuelas como he dicho colosales; calzón ancho de cuero ó paño sobre calzoncillo de tela; camisa de algodon, banda con que se oprime la cintura; cotona ó sea chaqueta de cuero corta que se viste por la cabeza, y sombrero chambergo ó jarano muy grande y pesado; para sobrevestido, manga ó sarape. Los arreos de su caballo no son menos grotescos, pues la silla vaquera con sus grandes estribos y colgajos, sobre todo si lleva el complemento de la anquera, de las armas de agua y otras zarandajas, es un mundo en medio del cual se encuentra en su centro el Ranchero, y se cree superior á todos los potentados de la tierra, ejecutando evoluciones y movimientos sumamente dificultosos.

Las chaparreras comenzaron a sustituir a las armas alrededor de la década de 1840, aunque no ofrecían todos los servicios y la protección que ofrecían las armas, ya que no podían usarse como estera para dormir ni proteger los pies. Hoy en día, las armas siguen existiendo y se siguen utilizando en ciertas regiones del país, tanto para fines laborales, como en Baja California Sur, como con fines ceremoniales u ornamentales en el centro y sur de México.

### Mitazas

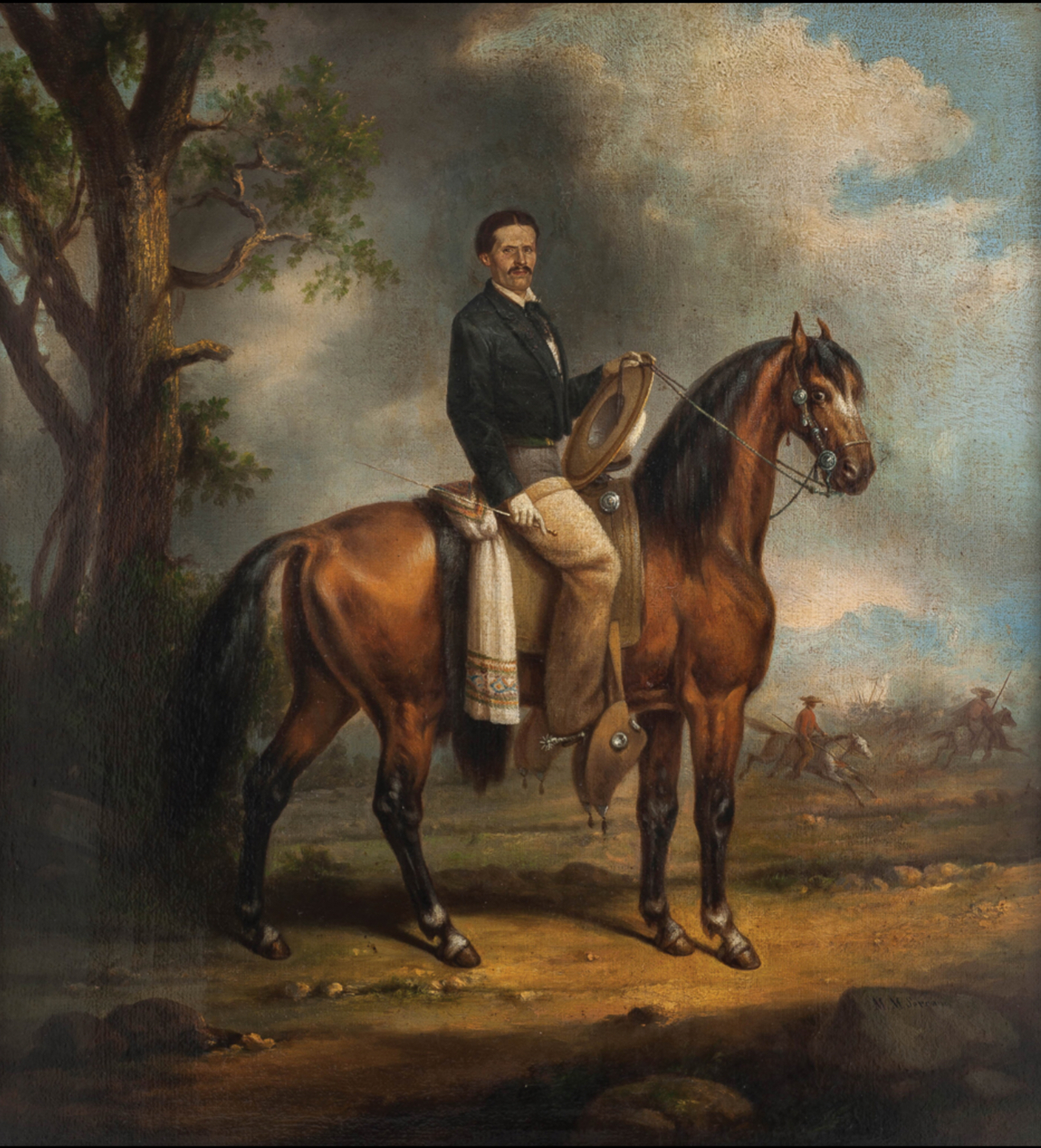
General mexicano Jesús González Ortega vistiendo mitazas (1862)

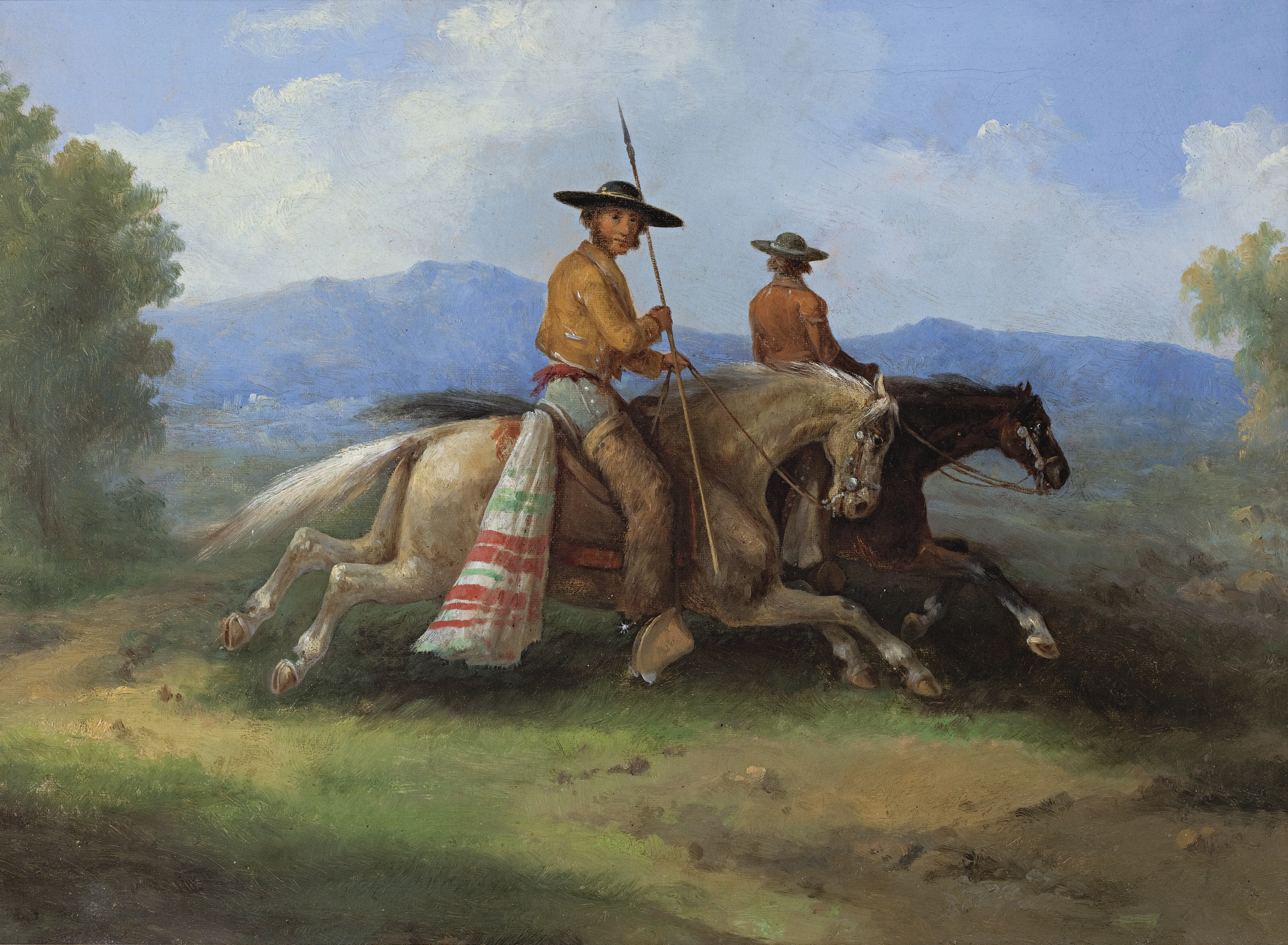
Charro mexicano vistiendo mitazas de cuero de chivo curtido con todo y el pelo

Las mitazas son una especie de calzas o polainas largas de cuero que no están unidas, que solo llegan hasta el muslo y no se abrochan a la cintura. Las primeras iban ajustadas en cada muslo, pero las posteriores se abrochaban a los lados con pequeñas hebillas. Estas mitazas que llegaban hasta el muslo ya no se usan. Hoy en día, lo que la gente llama «mitazas» son más bien polainas que solo cubren las pantorrillas.
Según el escritor y periodista mexicano Manuel Payno, las mitazas eran más comunes en las zonas del norte de México:

En un dia claro y apacible del fin de Setiembre de 184.... en que á falta de los Nortes, que comienzan á anunciar la proximidad del Equinoccio, soplaba un viento terral un poco cálido, entraba por la única calzada que comunica el puerto de Tampico con el interior, una numerosa cabalgada. Al frente de ella iba un jóven que vestia una chaqueta de paño azul turquí con cuello y vueltas rojas, que portaba en los hombros dos galones ó divisas de capitan de caballería, y á quien seguia á cierta distancia un lancero, de fisonomía severa y tostada y de gran bigote negro: de su cintura pendia un sable corvo, y montaba un caballo tordillo-quemado, de pequeñas orejas, cañas delgadas y abundante crin y cola. Detrás iban otros dos jóvenes vestidos al estilo de Tamaulipas, es decir, con unas calzoneras anchas ó mitazas, como llaman en el país, de gamuza amarilla, una chaqueta ó cotona de lo mismo con agujetas y pequeñas águilas de plata en la espalda, y botonadura, y un gran sombrero tendido ó jarano.

### Botas huastecas
En las zonas bajas y tórridas de Veracruz, los jinetes que trabajaban en las haciendas del estado eran llamados jarochos, específicamente aquellos dedicados al oficio de vaquero y a todo lo relacionado con la ganadería de vacunos. Sus costumbres, tradiciones y vestimenta eran muy distintas a las de los charros del altiplano o meseta central. No usaban ningún tipo de calzado, montando descalzos. Cuando andaban vaqueando en el monte, su única protección en las piernas eran unas calzas llamadas «Botas Huastecas», una especie de calzoneras anchas, similares a las chaparreras, hechas de piel de venado curtidas con sesos putrefactos y ahumadas con olotes, para protegerlo de los espinos y culebras, y repeler con el olor putrefacto el pinolillo, garrapatas y otros bichos.
El proceso para manufacturar las «Botas Huastecas» consistía, según un artículo publicado en 1869, en:

Las botas, que propiamente son unas pantaloneras, pues no tienen suela, ni se calzan, están formadas de las pie les de dos venados, las cuales se acomodan de manera que el cuello respectivo de cada una, sirva para cubrir las pantorrillas y parte de los muslos, atándose á la cintura con unos cordones del mismo cuero. El modo de preparar la piel es el siguiente: los sesos del animal se guardan hasta que entran en estado de putrefaccion; entonces se le untan á la piel, secada al sol previamente por el lado del pelo, y con una costilla de venado se raspa y se suaviza con un contínuo frotamiento. Cuando ya está suficientemente suave, se le da color con el humo de los olotes de maíz quemado. Esto tiene por objeto impregnar las pieles de un olor fuerte y acre, que impide que las garrapatas se adhieran á ellas. Las botas deben ser muy anchas y formar muchos pliegues y arrugas, tanto porque así las espinas no penetran tan fácilmente, cuanto para escapar de las mordidas de las serpientes cuando hay que atravesar un matorral. 

Las botas huastecas ya no existen desde al menos finales del siglo XIX.

### Cuadrilera o rozadera

Figurilla antigua de cera de un charro mexicano con una rozadera en la cadera derecha para lazar ganado (1830)

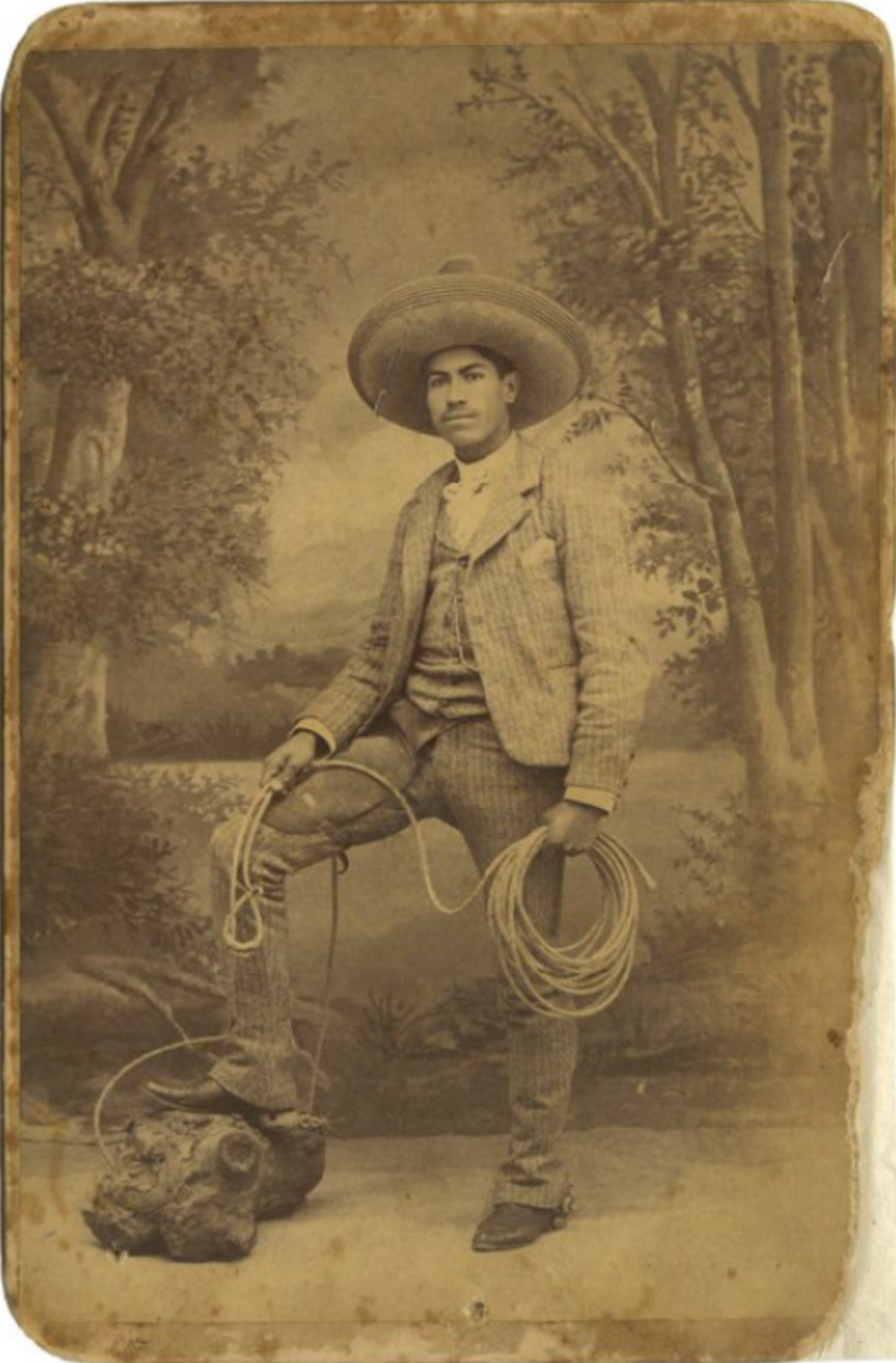
Charro con una cuadrilera en la cadera derecha (ca. 1900)

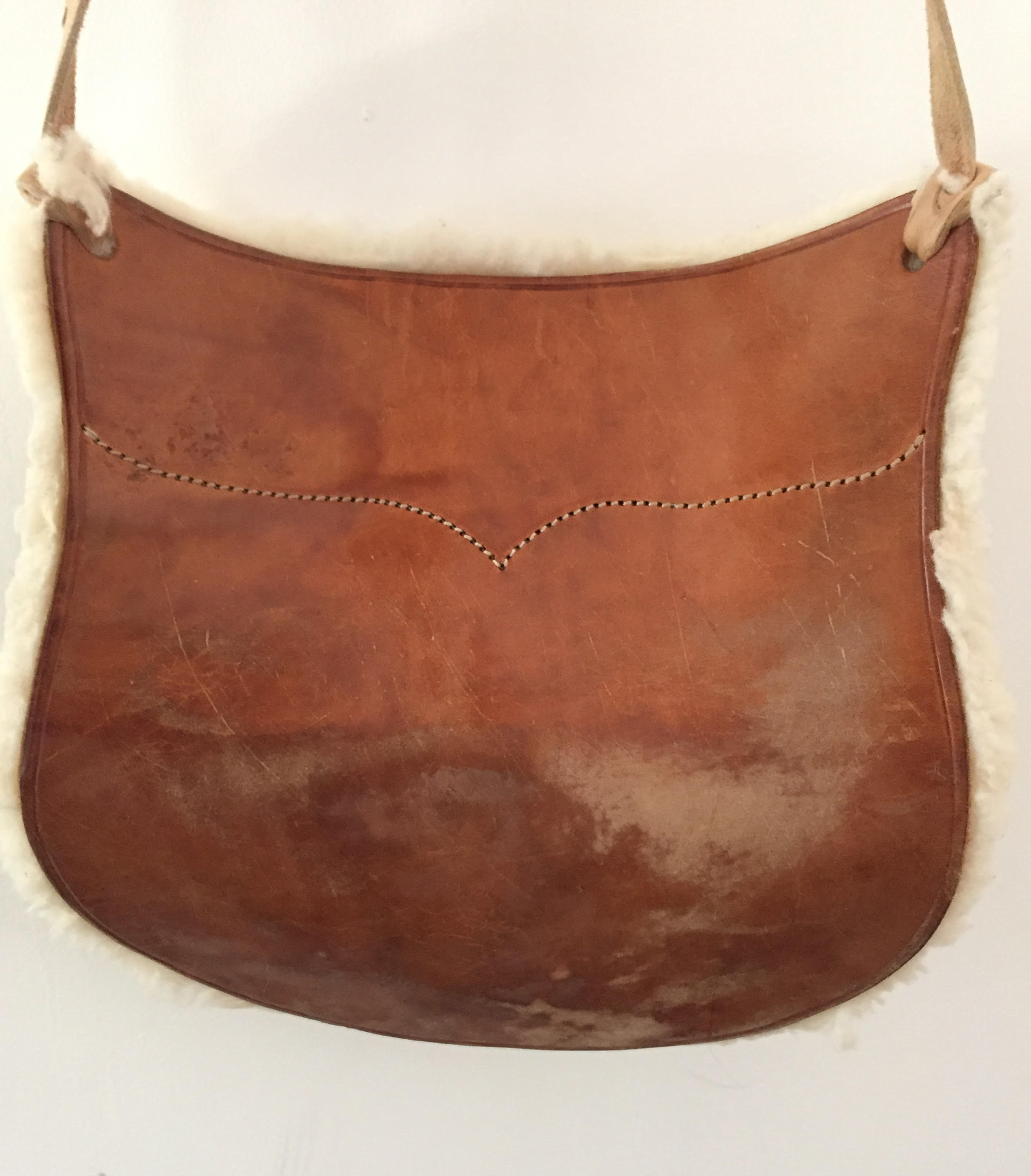
Cuadrilera de cuero

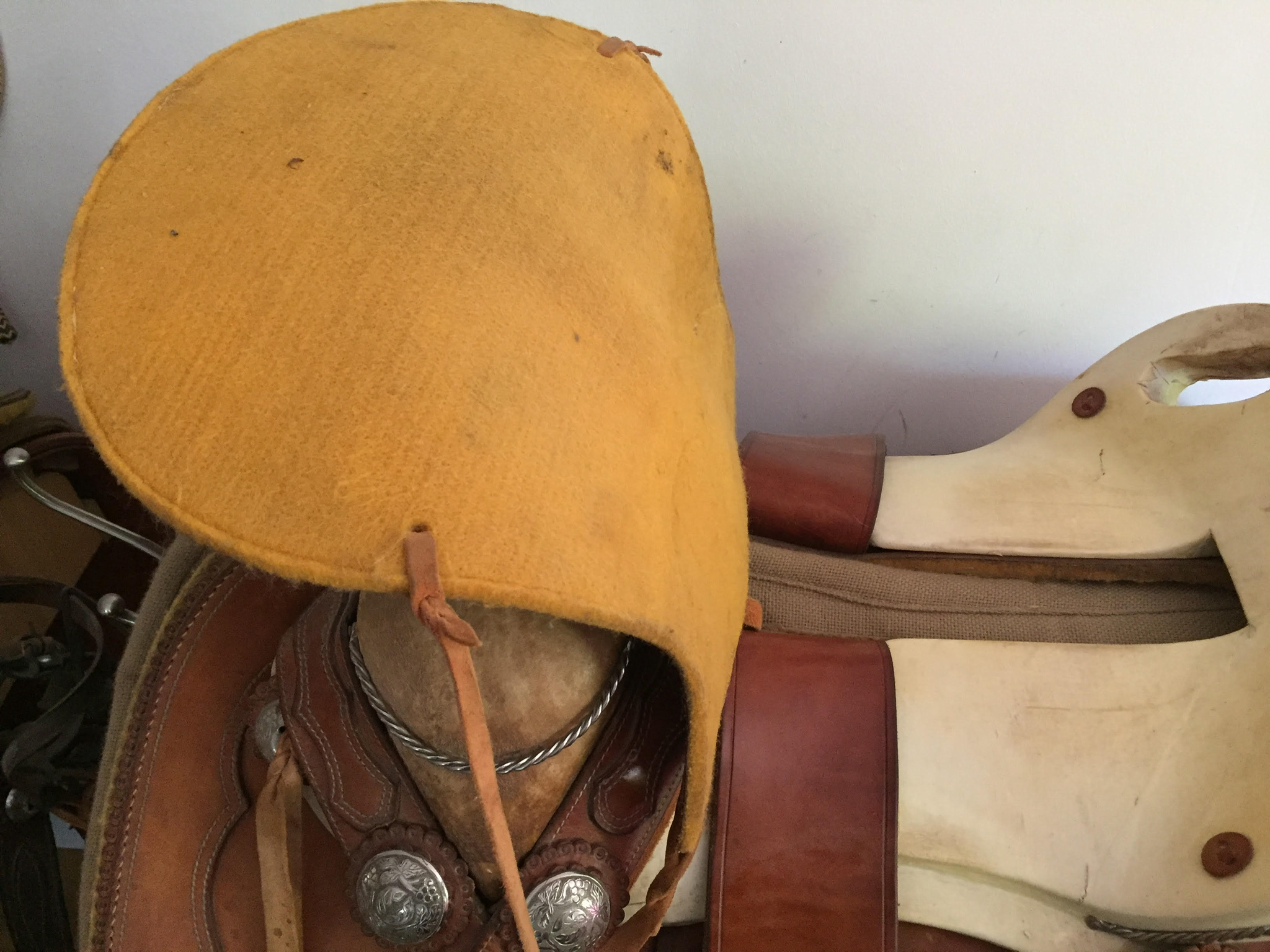
La cuadrilera se levanta sobre la cabeza de la silla y se puede volver a colocar hacia abajo al volver a montar, evitando así el fuste caliente.

La Cuadrilera, también conocida como Rozadera, es una pieza pequeña de cuero en forma de delantal que cubre únicamente la parte exterior de la cadera y el muslo, y tiene cuatro correas, dos que se sujetan a la pierna y las otras dos para atarse a la cintura. Esta hecha de vaqueta o gamuza y se usaban, originalmente, para lazar antes de la existencia de las chaparreras, y hoy en día cuando los charros no traen chaparreras, para proteger el pantalón y las piernas de las rozaduras de la reata. Va en la pierna derecha para lazar a caballo y en la izquierda para lazar a pie. También se pueden usar por debajo de las chaparreras para una mayor protección. La mayoría de las chaparreras hoy en día vienen con rozaderas incorporadas.
La cuadrilera también sirve de asiento, sobre el fuste, en tal forma, que cada una de las extremidades del cinturón pasa por debajo de las argollas de los enreatados, y al salir se abrocha, si tuviere hebilla, o se anuda, si fuere correa, sobre el fuste. Así sirve para proteger al fuste del desgaste, y para que el jinete evite un asiento caliente si es que hay necesidad de dejar el caballo ensillado al sol, simplemente levantando la cuadrilera como una tapa sobre la cabeza de la silla y, cuando vuelve a montar, la baja colocándola de nuevo sobre el fuste.